# Dotocryptus bellicosus
Dotocryptus bellicosus là một loài tò vò trong họ Ichneumonidae.